# Texamaurops reddelli
Texamaurops reddelli är en skalbaggsart som beskrevs av Barr och Steeves 1963. Texamaurops reddelli ingår i släktet Texamaurops och familjen kortvingar. Inga underarter finns listade i Catalogue of Life.